# Luigi Bielli
Luigi Bielli (* 21. Juni 1964 in Siena) ist ein ehemaliger italienischer Radrennfahrer und nationaler Meister im Radsport.

## Sportliche Laufbahn
Bielli war im Bahnradsport und im Straßenradsport aktiv. Bei den Bahnradsport-Weltmeisterschaften 1986 in Colorado Springs gewann er die Silbermedaille im Steherrennen der Amateure hinter Mario Gentili. Von 1989 bis 1994 fuhr er als Berufsfahrer. Im Straßenradsport gewann er 1987 und 1988 die Settimana Lazio sowie 1988 die Gesamtwertung des spanischen Rennens Cinturón a Mallorca. 1987 hatte er in dem Rennen eine Etappe gewonnen. 1988 siegte er in der Trofeo Alcide De Gasperi, 1993 in der Trofeo Adolfo Leoni.
Im Giro d’Italia 1989 kam er auf den 97. Rang.